# 1969: Velvet Underground Live with Lou Reed
1969: Velvet Underground Live with Lou Reed è un album dal vivo del gruppo musicale statunitense The Velvet Underground, pubblicato nel 1974.
Il disco venne originariamente pubblicato come doppio vinile nel settembre del 1974 dalla Mercury Records. Nel 1988 la versione in CD fu pubblicata in due singoli CD, con una traccia extra per disco.

## Descrizione

### Registrazione e produzione
Durante il 1969, i Velvet Underground fecero molti concerti in giro per gli Stati Uniti e il Canada, suonando in più di 70 date. All'epoca, la band aveva un discreto seguito di affezionati che li seguiva in tour e che, in qualche occasione, con il consenso del gruppo, registrava le loro esibizioni.
Il più delle volte, venivano effettuate delle registrazioni amatoriali di pessima qualità. In due occasioni, invece, venne utilizzata dell'apparecchiatura professionale. Il 19 ottobre 1969 al club End of Cole Ave. di Dallas, l'esibizione venne registrata da Robert Quine, grande fan del gruppo che in seguito sarebbe diventato un celebre e influente chitarrista che collaborò con musicisti come Richard Hell e lo stesso Lou Reed. Quine, che aveva lavorato come tecnico del suono in uno studio di registrazione, registrò questo intero concerto, e anche un altro svoltosi a novembre al The Matrix di San Francisco, dove la band diede il suo permesso affinché venisse registrato il concerto dall'impianto del locale.
Copie delle registrazioni vennero date al gruppo, ma non furono utilizzate fino al 1974, quando la band si era ormai sciolta e Lou Reed aveva raggiunto il successo. Proprio per sfruttare il momento magico di popolarità di Reed, venne deciso di pubblicare l'album in questione con il sottotitolo "with Lou Reed" ("con Lou Reed") per sottolineare la sua presenza nel disco.
I nastri passarono alla Mercury Records, che accettò di pubblicare il meglio delle registrazioni in un doppio album dal vivo. La lista delle canzoni presenti sull'album venne compilata dal critico musicale Paul Nelson, che ai tempi lavorava alla Mercury. Quando 1969 fu pubblicato, divenne immediatamente oggetto di controversie legali perché la direzione del The Matrix non aveva dato il permesso di usare le sue registrazioni per scopi commerciali. La questione venne comunque sistemata tra le parti senza adire le vie legali.
I brani di 1969 sono per la maggior parte di buona qualità sonora. Ma durante il processo di riversamento in acetato, i nastri originali andarono perduti. Per questo motivo l'edizione in CD ha una qualità sonora inferiore, perché alcune canzoni sono state prese direttamente dalla versione in vinile dell'album.
All'epoca dell'uscita del disco, tre canzoni (We're Gonna Have a Real Good Time Together, Over You, e Sweet Bonnie Brown/It's Just Too Much) erano inedite, altre due (Lisa Says e Ocean) erano note solo nella versione che ne aveva dato Lou Reed nel suo album solista Lou Reed, mentre New Age e Sweet Jane erano notevolmente differenti dalle versioni presenti su Loaded. In più, I'm Waiting For The Man (chiamata qui Waiting For My Man) è eseguita in stile country-rock; Femme Fatale è più pesante e aggressiva, e White Light/White Heat è diluita in una versione lunga più di otto minuti rispetto ai due dell'originale. Il disco è notevole anche perché contiene brani cantati da differenti voci rispetto alle versioni in studio: Reed canta Femme Fatale (originariamente cantata da Nico) e New Age (cantata da Yule in Loaded), mentre I'll Be Your Mirror è cantata da Yule (altra canzone in origine interpretata da Nico.)
L'album contiene note esplicative del critico Paul Nelson e del cantautore Elliott Murphy.

### Copertina
La celebre copertina del disco, che mostra l'illustrazione di un posteriore femminile, è opera dell'artista Ernst Thormahlen.

## Tracce
- Tutte le canzoni scritte da Lou Reed.

### LP originale
Lato A
1. I'm Waiting for the Man – 7:00 – (End of Cole Ave, Dallas, 19 ottobre 1969)
2. Lisa Says – 5:46 – (The Matrix, San Francisco, novembre 1969)
3. What Goes On – 8:47 – (The Matrix)
4. Sweet Jane – 3:58 – (The Matrix)

Lato B
1. We're Gonna Have a Real Good Time Together – 3:12 – (The Matrix)
2. Femme Fatale – 3:01 – (End of Cole Ave)
3. New Age – 6:31 – (The Matrix)
4. Rock and Roll – 6:00 – (The Matrix)
5. Beginning to See the Light – 5:26 – (The Matrix)

Lato C
1. Ocean – 10:46 – (The Matrix)
2. Pale Blue Eyes – 5:50 – (End of Cole Ave)
3. Heroin – 9:42 – (The Matrix)

Lato D
1. Some Kinda Love (Intro) – 4:44 – (End of Cole Ave – The Matrix)
2. Over You – 2:15 – (The Matrix)
3. Medley – 7:50
4. White Light/White Heat – 8:32
5. I'll Be Your Mirror – 2:17 – (End of Cole Ave)

### Compact Disc
Volume 1
1. Waiting for My Man – 7:03
2. Lisa Says – 5:52
3. What Goes On – 8:55
4. Sweet Jane – 4:00
5. We're Gonna Have a Real Good Time Together – 3:15
6. Femme Fatale – 3:04
7. New Age – 6:36
8. Rock and Roll – 6:06
9. Beginning to See the Light – 5:30
10. Heroin – 8:14

Volume 2
1. Ocean – 10:55
2. Pale Blue Eyes – 5:51
3. Heroin – 9:49
4. Some Kinda Love – 4:48
5. Over You – 2:17
6. Medley – 7:55
7. White Light/White Heat – 8:35
8. I Can't Stand It – 7:51
9. I'll Be Your Mirror – 2:21